# Aulonocara koningsi
Aulonocara koningsi är en fiskart som beskrevs av Patrick Tawil 2003. Aulonocara koningsi ingår i släktet Aulonocara och familjen Cichlidae. Inga underarter finns listade.